# Henryk Muszczyński
Henryk Muszczyński (ur. 14 stycznia 1935 w Ostrowie Wielkopolskim, zm. 19 maja 2009 w Lesznie) – polski pilot szybowcowy.

## Życiorys
Syn Antoniego i Elżbiety Nowackiej. Maturę uzyskał w 1954 r. w Liceum Męskim w Ostrowie Wlkp., następnie rozpoczął studia na Wydziale Budownictwa Politechniki Wrocławskiej, które ukończył w 1959 r.
Od 1960 r. pracował w wielu przedsiębiorstwach branży budowlanej: Kaliskie Przedsiębiorstwo Budownictwa Przemysłowego, Ostrowskie Zakłady Betoniarskie, Wydział Architektury i Budownictwa Urzędu Miejskiego w Ostrowie, Przedsiębiorstwo Budownictwa Rolniczego w Ostrowie, Przedsiębiorstwo Budownictwa Rolniczego w Szczypiornie. Od 1976 r. pracował w Wojewódzkim Zarządzie Inwestycji Rolniczych w Lesznie i w Wojewódzkiej Spółdzielni Budownictwa Wiejskiego w Lipnie.
Od 1985 r. poświęcił się pracy sportowej w szybownictwie.

## Działalność sportowa
W okresie liceum uprawiał koszykówkę, trenując i grając w KKS Ostrovia i GKS Venetia. W latach 1952–1953 był prezesem Venetii. Od 1952 r. rozpoczął w Aeroklubie Ostrowskim karierę lotniczą, którą kontynuował w Aeroklubie Leszczyńskim. Przez całą karierę szybownika wywalczył 18 medali w mistrzostwach Polski, a ostatni (złoty) zdobył w 2006 r., zajmując pierwsze miejsce w mistrzostwach Polski klasy standard.
Jako pierwszy polski pilot pokonał szybowcem odległość 1000 km, przelatując 14 maja 1980 r. w locie docelowo-powrotnym dystans 1050 km. Za ten wyczyn wyróżniony został „Złotą Odznaką Szybowcową” FAI z trzema diamentami i liczbą 1000 (odznaka z numerem 28).
W latach 70. ustanowił cztery szybowcowe rekordy kraju. Jako reprezentant Polski brał udział w mistrzostwach świata i Europy. W rozgrywanych w Finlandii w 1976 r. mistrzostwach świata, Henryk Muszczyński wywalczył brązowy medal w klasie Open, latając na polskim szybowcu SZD-42 Jantar 2. W latach 1983–1992 pełnił funkcję trenera kadry polskich szybowników.
Został zwycięzcą Szybowcowego Pucharu Polski w latach 2004, 2005 i 2006. Do końca 2005 roku zdobył 5 złotych, 5 srebrnych i 6 brązowych medali szybowcowych mistrzostw Polski, plasując się w klasyfikacji wszech czasów na drugim miejscu za Januszem Centką.
W 2008 r. wygrał w wieku 73 lat Krajowe Zawody Szybowcowe w Ostrowie Wielkopolskim. Były to jego ostatnie zawody. Tu też po raz pierwszy przyznano Puchar im. Henryka Muszczyńskiego na KZS 2009 za najszybszy przelot.
Za swą działalność otrzymał odznaczania państwowe: Krzyż Kawalerski Orderu Odrodzenia Polski i Brązowy Krzyż Zasługi, a także odznaka honorowa „Za Zasługi w Rozwoju Województwa Poznańskiego”. Został również wyróżniony najwyższym polskim odznaczeniem szybowcowym – Medalem Tańskiego.
Został pochowany 23 maja 2009 na cmentarzu przy ulicy Osieckiej w Lesznie.